# Frederici Honores
Frederici Honores ou Honores Frederici (em latim, “Honra de Frederico”), também chamada Gloria Frederica ou Frederici (“Glória de Frederico”), foi uma constelação criada por Johann Bode em 1787 para homenagear Frederico, o Grande, rei da Prússia, que havia morrido no ano anterior. Ela ficava entre as constelações Cepheus, Andrômeda, Cassiopeia e Cygnus e era constituída das estrelas Iota, Kappa, Lambda, Omicron e Psi Andromedae. A constelação não está mais em uso.

## História
Johann Bode desenhou a constelação para homenagear Frederico, o Grande, chamando-a Friedrichs Ehre em sua publicação Astronomisches Jahrbuch de 1787. Ele latinizou o nome para Honores Frederici em seu trabalho de 1801 Uranographia. Ele a ilustrou como uma coroa sobre uma espada, caneta e ramo de oliveira, baseado em sua percepção de Frederico como “herói, sábio e pacificador”.
A constelação foi considerada por alguns cartógrafos e não por outros, mas foi sendo progressivamente ignorada na segunda metade do século XIX e não está mais em uso. A parte principal do que era Frederici Honores fica dentro dos limites de Andrômeda, assim como de Cassiopeia, Cepheus e Pegasus.

## Estrelas
Bode incorporou 76 estrelas na sua nova constelação, composta de 26 de Andrômeda, 9 de Lacerta, 6 de Cepheus, 5 de Pegasus e 3 de Cassiopeia. As três estrelas mais brilhantes – todas de magnitude 4 – são Omicron, Lambda e Kappa Andromedae. Com magnitude aparente de 3,62, Omicron Andromedae é um sistema estelar múltiplo, cuja estrela mais brilhante é uma subgigante branco-azulada de tipo espectral B6 IIIpe, e sua companheira visível uma estrela branca de tipo espectral A2. Cada uma delas parece ter uma companheira próxima, tornando-o um sistema quádruplo. Está a aproximadamente 690 anos-luz da Terra. Lambda Andromedae é uma estrela subgigante amarela do tipo espectral G8IVk, aproximadamente 1,3 vez mais massiva que o Sol, que usou totalmente seu hidrogênio no núcleo e expandiu seu diâmetro em aproximadamente 7 vezes. É uma binária espectroscópica composta de duas estrelas próximas que se orbitam mutuamente a cada 20 dias, sendo a componente mais brilhante uma variável RS Canum Venaticorum. Kappa Andromedae é uma estrela branco-azulada de tipo espectral 4.14, a qual se percebeu em 2012, por imagem direta, possuir uma companheira subestelar. Inicialmente se pensou ser um planeta, mas atualmente acredita-se que seja uma anã marrom cerca de 22 vezes mais massiva que Júpiter.
Iota e Psi Andromedae completam o asterismo. Brilhando em magnitude 4,29, Iota Andromedae é uma estrela branco-azulada da sequência principal do tipo espectral B8V, distante cerca de 500 anos-luz da Terra.